# Élections constituantes de 1946 en Tarn-et-Garonne
Les élections constituantes françaises de 1946 se tiennent le 2 juin. Ce sont les deuxièmes élections constituantes, après le rejet du projet de Constitution française du 19 avril 1946 lors du référendum du 5 mai.

## Mode de scrutin
L'assemblée constituante est composée de 586 sièges pourvus au scrutin proportionnel plurinominal suivant la règle de la plus forte moyenne dans chaque département, sans panachage ni vote préférentiel.
Dans le département de Tarn-et-Garonne, trois députés sont à élire.

## Élus
| Député sortant  | Parti | Parti   | Député élu ou réélu | Parti | Parti   |
| --------------- | ----- | ------- | ------------------- | ----- | ------- |
| Pierre Juge     |       | PCF     | Henri Lacaze        |       | MRP     |
| Georges Brousse |       | SFIO    | Georges Brousse     |       | SFIO    |
| Jean Baylet     |       | Rad-soc | Jean Baylet         |       | Rad-soc |

## Résultats

### Résultats à l'échelle du département
| Parti    | Parti    | Tête de liste   | Résultats | Résultats | Sièges |  |
| Parti    | Parti    | Tête de liste   | Voix      | %         |        |  |
| -------- | -------- | --------------- | --------- | --------- | ------ |  |
|          | MRP      | Henri Lacaze    | 26 084    | 31,76     | 1 1    |  |
|          | RGR      | Jean Baylet     | 21 614    | 26,32     | 1      |  |
|          | SFIO     | Georges Brousse | 18 299    | 22,28     | 1      |  |
|          | PCF      | Pierre Juge     | 16 134    | 19,64     | 0 1    |  |
|          |          |                 |           |           |        |  |
| Inscrits | Inscrits | Inscrits        | 104 739   | 100,00    | 3      |  |
| Votants  | Votants  | Votants         | 83 943    | 80,15     |        |  |
| Exprimés | Exprimés | Exprimés        | 82 131    | 97,84     |        |  |